# 東武 (河内長野市長)
東 武（あずま たける、1920年（大正9年）8月1日 - 2006年（平成18年）11月6日）は、昭和から平成時代の政治家。大阪府河内長野市長。

## 経歴
大阪府出身。1947年（昭和22年）天王寺師範学校（現・大阪教育大学）研究科卒業。
大阪府教育長を経て、1980年（昭和55年）以来、河内長野市長に4選した。1996年（平成8年）引退した。